# 都市計画道路
都市計画道路（としけいかくどうろ）は、「都市の基盤的施設」として都市計画法に基づく「都市計画決定」による日本の道路である。

## 概説
良好な市街地環境を整備する都市計画と一体となって整備される道路のことで、都市施設の一つとして計画決定された都市計画道路の整備を、都市計画法に基づく認可または承認を経て都市計画道路事業として実施される。市街地の中の道路は街路といい、都市計画道路事業は別名、街路整備事業、街路事業ともよばれ、都道府県または市町村によって実施される。ただし例外的に、都市計画法によらず、道路法による事業として実施される路線もある。都市計画決定された道路の建設予定地には、恒久的な建物が建てられない都市計画制限がかけられる。
都市計画道路の種類は、次の5種類がある。
1. 自動車専用道路
都市高速道路、都市間高速道路、その他の自動車専用道路。
2. 幹線街路
都市の主要な骨格をなし、近隣住区等における主要な道路または外郭を形成する道路で、発生又は集中する交通を当該地区の外郭を形成する道路に連結するもの。
3. 区画街路
宅地の利用に供される道路。
4. 特殊街路
主に自動車以外の交通（歩行者、自転車、新交通システム等）のために供される道路。
5. 駅前広場
道路の一部として整備される交通のために供される広場[2]。

## 番号
都市計画道路の名称につける番号があり、次の通りに付けられる。（東京都市計画、大阪都市計画（旧都市計画法により都市計画決定されたもののみ）を除く）
番号は3つの数字からなり、左側から順に、区分・規模・一連番号（○・○・○○）を示している。

### 区分
- 1：自動車専用道路
- 3：幹線街路
- 7：区画街路
- 8：特殊街路（歩行者専用道路、自転車道、自転車歩行者道）
- 9：特殊街路（都市モノレール専用道路）
- 10：特殊街路（路面電車）

### 規模
- 1：代表幅員40 m以上
- 2：代表幅員30 m以上40 m未満
- 3：代表幅員22 m以上30 m未満
- 4：代表幅員16 m以上22 m未満
- 5：代表幅員12 m以上16 m未満
- 6：代表幅員8 m以上12 m未満
- 7：代表幅員8 m未満

### 一連番号
都市計画区域ごとに、一連番号が付けられる。

## 機能
都市における最も基礎的な公共空間となることから、市街地の生活や経済活動を円滑かつ安全性に配慮した都市交通機能を有することを基本に、複合的に地下鉄、モノレール、新交通システムなどの他の公共交通機関や、上下水道、電気、ガス、情報通信などのライフラインなどの都市施設を収容空間機能、災害時における避難路や火災時の延焼拡大防止のための都市防災空間機能、散策のための景観構成や採光など良好な住環境維持のための都市環境保全機能など、様々な機能も果たす。また、街路で囲まれた地区を街区と決定したり、沿道の土地利用方法について街の発展の方向性を促すなど、市街地形成を決定づけるために役立てられる。

## 都市計画道路事業
主に、都市骨格を形成するために放射・環状道路などの幹線道路を整備するため、現道の拡幅やバイパス道路の整備、踏切を無くして跨線橋をつくるなど鉄道との立体交差化、河川に新橋を架橋するなどが行われ、その目的は、都市内の渋滞解消や沿道の環境改善を図るために事業が行われる。
都市の街路網の構成パターンは、大都市では中心から放射状に延びる道路と同心円状の環状線で結ぶ放射環状型、近世までに整備された都市や大都市中心部で見られる格子型、工業団地や宅地では線上や帯状に都市機能が配された梯子型（帯状）、都市中心部を格子型して郊外を放射環状型とした合成型などの手法がみられる。

### 主な事業方法
事業手法は様々で、次のような手法が適用されて街路は整備される。
街路単独事業
計画決定された道路区域の土地を買収して道路を整備するもの。
沿道整備街路事業
既存街路の拡幅のため、沿道地権者に沿道残留または代替地移転など希望に柔軟に対応して、地域の幹線道路として一体的整備を推進するもの。
沿道区画整理型街路事業
幹線街路沿いの帯状の市街地形成のため、土地区画整理手法を活用して幹線道路と沿道市街地の一体的な整備として行われるもの。沿道の保全と健全な土地利用の推進を図るために行われる。
土地区画整理事業
計画対象地域の土地所有者から、土地の一部を一定の割合で提供してもらい、土地を集約して街路や公共施設を一体的に整備するもの。
都市再開発事業
都市再開発法に基づき行われるもの。地区内の既存建物を除去したあと、中高層の共同建物を建築し、同時に街路や公園を整備する。歴史的建築物を中心とする「歴史的建築物等活用型再開発事業」、市街地商店街の活性化を目指した「都市活力再生拠点整備事業」がある。
身近なまちづくり支援街路事業
幹線道路の整備に、まちづくりのテーマを加えて地区レベルで街路再整備や景観整備を図るもの。対象地区の種類は、「歴史的環境整備地区」「居住環境整備地区」「都市交通環境整備地区」「商店街活性化支援地区」「都市交通環境整備地区」「都市景観整備地区」「安心まちづくり総合整備地区」がある。
モノレール道等整備事業
モノレールや新交通システムなどの公共交通機関を整備して、道路交通の円滑化を図るもの。
電線共同溝整備事業
沿道の電柱類を撤去して、電線類を主に歩道部分などの道路地下の電線共同溝に収容して、道路の安全面と景観を整えるもの。
連続立体交差事業
市街地の踏切を中心に生じる交通渋滞解消や踏切内事故を無くすため、鉄道の一定区間を高架化または地下化して踏切を廃し、道路交通の流れをスムーズにして利便性を向上させるもの。
ITS関連施設整備事業
道路情報、駐車場情報などの総合的な情報提供システム施設を配して、道路交通網全体の利便性向上や交通確保を図るもの。

### 事業の流れ
都市計画道路事業は、下記に示す流れで実施される。
1. 都市計画道路の原案作成
将来のまちづくりを踏まえ、骨格となる道路の計画を立案する。
2. 計画説明会および公告、縦覧
計画について一般公開する公聴会や関係者向けに説明会を開催するほか、広告や縦覧によって関係者から意見を収集する。
3. 都市計画審議会
都市計画審議会に付議して、計画内容についての審議を受ける。
4. 都市計画決定および公告、縦覧
都市計画決定がなされ、内容について公告と縦覧が行われる。
5. 事業化の検討
都市計画決定された道路のうち、事業化する区間を検討する。検討にあたり、緊急性や事業効果について総合的に判断するための事前評価が必要に応じて行われる。
6. 事業概要説明会
地元住民や関係者に対し、事業の必要性や概要などについて説明が行われる。
7. 事業認可および告示、縦覧
事業計画は国土交通大臣または知事の認可を受けて、都市計画事業として位置付けられる。認可された事業は告示されたのち、縦覧される。
8. 事業着手
地元に対して工事説明会などが開催され、地権者や関係者に用地買収の説明が行われ、用地交渉ののち工事の着工となる。事業着工後、一定期間を経過しても完了しない場合は、公共事業再評価委員会にかけられ、事業計画の審議を受けることになる。
9. 完成・供用開始
工事が完了後、一般に供用される。供用開始後、事業規模によっては事業効果について検証が行われる。